# Qilin, Qujing
Qilin är ett stadsdistrikt och säte för stadsfullmäktige i Qujing i Yunnan-provinsen i sydvästra Kina.